# ایوفلا (اکلاهما)
ایوفلا(به انگلیسی: Eufaula) شهری در ایالت اکلاهما کشور ایالات متحده آمریکا است که جمعیت آن در سرشماری سال ۲۰۱۰ میلادی، ۲٬۸۱۳ نفر بوده‌است.